# On n'y joue qu'à deux
Pour plus de détails, voir Fiche technique et Distribution.
On n'y joue qu'à deux (Only Two Can Play) est un film britannique réalisé par Sidney Gilliat, sorti en 1962.

## Synopsis
John Lewis, un bibliothécaire, est professionnellement frustré. Il écrit parfois des critiques de théâtre. Lorsqu'un emploi mieux rémunéré devient vacant, Lewis hésite à postuler, mais sa femme Jean le persuade de le faire. Puis il rencontre Elizabeth Gruffydd-Williams, alias Liz, décoratrice pour la compagnie locale de théâtre, et épouse d'un conseiller municipal. Liz offre d'intercéder auprès de son mari pour que Lewis obtienne le poste et lui fait clairement comprendre qu'elle est attirée par lui, ce qu'il croit naïvement.
Ayant été persuadée par Liz de quitter en avance la nouvelle production du théâtre, Lewis soumet une critique bidon au journal local, mais apprend le lendemain matin que le théâtre a brûlé peu après le début de la pièce. Jean apprend ainsi l'infidélité de son mari et riposte en encourageant son chevalier servant Probert, le dramaturge qui a écrit la pièce au destin tragique. Lewis perd aussi l'amitié de son collègue et meilleur ami Jenkins, qui jouait dans la pièce.
Lorsqu'on offre à Lewis le nouveau travail mieux rémunéré, il se rend compte que Liz l'utilisera et le contrôlera s'il le lui permet. Réalisant enfin le prix qu'il a payé, il rompt avec elle et prend un emploi de bibliothécaire itinérant, dans l'espoir que cela le tiendra à l'écart des femmes. Jean n'est pas sûr qu'il puisse leur résister, et elle le suit pour le surveiller.

## Fiche technique
- Titre original : Only Two Can Play
- Titre français : On n'y joue qu'à deux
- Réalisation : Sidney Gilliat
- Scénario : Bryan Forbes, d'après la roman That Uncertain Feeling de Kingsley Amis
- Direction artistique : Albert Witherick
- Décors : Robert Cartwright
- Costumes : Muriel Dickson
- Photographie : John Wilcox
- Son : Cecil Mason, Red Law
- Montage : Thelma Connell
- Musique : Richard Rodney Bennett
- Production exécutive : Frank Launder, Sidney Gilliat
- Production : Leslie Gilliat
- Société de production : Vale Film Productions, British Lion Film Corporation
- Société de distribution : British Lion Film Corporation
- Pays d'origine :  Royaume-Uni
- Langue originale : anglais
- Format : Noir et blanc  — 35 mm — 1,66:1 — son mono
- Genre : Comédie
- Durée : 106 minutes
- Dates de sortie : 
  - Royaume-Uni : 11 janvier 1962
  - France : 7 octobre 1964

## Distribution
- Peter Sellers : John Lewis
- Mai Zetterling : Liz Gruffyd-Williams
- Virginia Maskell : Jean Lewis
- Kenneth Griffith : Ieuan Jenkins
- Raymond Huntley : Vernon Gruffyd-Williams
- David Davies : Benyon
- Maudie Edwards : Edna Davies
- Meredith Edwards : le pasteur
- John Le Mesurier : Salter
- Frederick Piper : Davies
- Graham Stark : Hyman
- Eynon Evans : l'employé de la mairie
- John Arnatt : Bill
- Sheila Manahan : Mme Jenkins
- Richard Attenborough : Gareth L. Probert

## Nominations
- BAFTA 1963 : British Academy Film Award du meilleur film